# Abdul Basit Usman
Abdul Basit Usman, pseudonimo di Ahmad Akmad Batabol Usman (in arabo عبد الباسط عثمان‎?; Shariff Aguak, 1974 – Guindulungan, 3 maggio 2015), è stato un terrorista e guerrigliero filippino.

## Biografia
Esperto di bombe ed esplosivi, fu a capo del Gruppo Operativo Speciale del BIFF e affiliato ai gruppi terroristici Abu Sayyaf e Jemaah Islamiyah. Fu inoltre incluso nel programma Rewards for Justice del Dipartimento di Stato statunitense, che offrì 1 milione di dollari per la sua cattura.
Assieme al terrorista malese Zulkifli Abdhir, fu a lungo uno dei maggiori ricercati dell'esercito filippino. Nonostante le strette collaborazioni fra BIFF ed MILF, Usman fu ucciso il 3 maggio 2015 dalle forze del gruppo di Murad Ebrahim, dopo che i rapporti fra Governo filippino ed il MILF si erano deteriorati per via della strage di Mamasapano. Secondo diverse teorie, la sua uccisione fu effettuata solamente per velocizzare l'approvazione della legge fondamentale sul Bangsamoro (Bangsamoro Basic Law o BBL) proposta con insistenza dal governo di Benigno Aquino III. Tali affermazioni furono tuttavia negate dal MILF.